# Honor (thương hiệu)
Honor (tiếng Trung: 荣耀; Hán-Việt: Vinh Diệu) là một thương hiệu điện tử tiêu dùng thuộc quyền sở hữu của Shenzhen Zhixin New Information Technology Co. Ltd, một công ty doanh nghiệp nhà nước kiểm soát bởi chính phủ thành phố Thâm Quyến. Trước đây, thương hiệu này là công ty con của Huawei (công ty bán thương hiệu vào tháng 11 năm 2020). Honor sản xuất điện thoại thông minh, máy tính bảng, thiết bị đeo và phần mềm thiết bị di động.
Kể từ năm 2016, George Zhao giữ chức chủ tịch danh dự toàn cầu, ông từ chức sau 9 năm công tác, Eva Wimmers giữ chức chủ tịch thương hiệu ở châu Âu và là phó chủ tịch toàn cầu. Năm 2025, Jian Li giữ chức chủ tịch danh dự toàn cầu.

## Phần mềm và phần cứng
Điện thoại thông minh và thiết bị thông minh của Honor sử dụng chung các tiến bộ khoa học của thương hiệu Huawei, ví dụ như con chip Kirin, công nghệ GPU Turbo, tùy biến giao diện Magic UI giống với Huawei EMUI.
Một số mẫu máy Honor sẽ có tên khác nhau khi bán ra ở thị trường Trung Quốc và quốc tế.

## Lịch sử, mô hình kinh doanh và mở rộng toàn cầu
Được thành lập vào năm 2013, dòng điện thoại thông minh Honor với mức giá rẻ cho phép Huawei cạnh tranh với các thương hiệu điện thoại thông minh tầm trung, bán trực tuyến ở Trung Quốc và toàn cầu.
Kể từ năm 2016, Honor chủ yếu bán sản phẩm của mình trực tuyến qua các trang web riêng cũng như thông qua các nhà bán lẻ trực tuyến của bên thứ ba. Một số sản phẩm Honor được trưng bày tại một số chuỗi cửa hàng ở một số thị trường, trong đó bao gồm cả Việt Nam. Honor cung cấp điện thoại thông minh với giá thấp hơn thương hiệu Huawei cũng như các đối thử khác vì công ty bán hàng qua hoạt động trực tuyến. Người dùng tham gia "HONOR Club" còn được giảm giá thêm khi mua sản phẩm.
Honor bắt đầu mở rộng quốc tế vào tháng 4 năm 2014, ra mắt Honor 3C tại Malaysia, sau đó là việc phát hành Honor 6 tại châu Âu vào tháng 10. Đến tháng 6 năm 2015, thương hiệu đã mở rộng ra 74 quốc gia, bao gồm Châu Âu, Ấn Độ và Nhật Bản.
Honor đã phát hành Honor 7 vào tháng 7 năm 2015,  và vào tháng 10 năm đó, công bố mục tiêu tăng doanh thu lên 5 tỷ đô la (gấp đôi năm trước) với kế hoạch tập trung vào Ấn Độ.
Vào năm 2015, cửa hàng trực tuyến Vmall của Honor - trước đây chỉ có ở Trung Quốc - đã ra mắt tại Châu Âu và Vương quốc Anh, cho phép mua hàng trực tiếp từ nhà sản xuất.
Vào cuối năm 2015, Honor đã xác nhận kế hoạch đưa phạm vi điện thoại thông minh và công nghệ thiết bị đeo của mình đến Hoa Kỳ.
Honor xuất hiện lần đầu tại Hoa Kỳ với việc phát hành Huawei Honor 5X tại Triển lãm Điện tử tiêu dùng (CES) vào tháng 1 năm 2016. Ban đầu chỉ có sẵn để mua trực tuyến, Huawei Honor 5X sau đó có sẵn tại các cửa hàng bán lẻ.
Vào tháng 8 năm 2016, Recode báo cáo rằng Honor đã bán được hơn 60 triệu sản phẩm, tạo ra doanh thu hơn 8.4 tỷ đô la.
Honor 8 cũng được phát hành vào năm 2016.
Vào tháng 12 năm 2016, Honor đã tiết lộ Honor Magic, được ra mắt vào đêm kỷ niệm ba năm thành lập thương hiệu, mẫu máy tích hợp phần mềm trí tuệ nhân tạo được thiết kế để cung cấp "các tính năng tương tác thông minh" dựa trên dữ liệu người dùng.
Vào tháng 1 năm 2017 tại CES, Honor đã thông báo rằng Honor 6X - trước đây chỉ có ở Trung Quốc - sẽ mở bán sang mười ba thị trường mới, bao gồm cả Hoa Kỳ. Điện thoại giành được giải thưởng "tốt nhất CES 2017" từ một số ấn phẩm công nghệ, bao gồm Android Author, Digital Trends, Slash Gear và Talk Android.
Honor 8 Pro, được gọi là Honor V9 tại thị trường Trung Quốc, ra mắt vào tháng 4 năm 2017.
Honor 9 được phát hành vào tháng 6 năm 2017, một triệu chiếc đã được xuất xưởng trong tháng đầu tiên.
Honor 10 ra mắt vào tháng 8 năm 2018 và được mô tả là "một sự phù hợp hoàn hảo cho người dùng trẻ tuổi khó tính nhất". Honor 10 có tốc độ sạc tốt nhất thông qua công nghệ Supercharging của Huawei. Đặc biệt Honor 10 được coi là smartphone đầu tiên ứng dụng công nghệ cảm biến vân tay siêu âm (đặt vào vị trí nút Home).
Honor 8X và Honor 8X Max được phát hành vào tháng 9 năm 2018 tại Trung Quốc. Cùng tháng đó, mẫu điện thoại chuyên chơi game - Honor Play được Top Tier Global Media bầu chọn là "Best of IFA 2018", ca ngợi thiết bị này vì GPU Turbo và các tính năng chơi game thông minh.
Vào tháng 12 năm 2018, Honor View 20 đã được công bố với ba tính năng công nghệ "đầu tiên trên thế giới" - camera phía sau 48 megapixel, Màn hình toàn màn hình và GPU Turbo.
Vào tháng 1 năm 2019, Honor 10 Lite đã được ra mắt với camera selfie trước 24MP tích hợp AI. HONOR View 20 được ra mắt cùng chiến dịch thương hiệu mới của hãng.
Giống như các mẫu P20 và Mate 20 của Huawei, Honor cũng bỏ qua đánh số 11-19 để đặt tên 20 cho thiết bị Honor kế nhiệm.
Vào tháng 5 năm 2019, Honor 20 Series đã được phát hành, giành được ba giải thưởng từ Android Author, Android Police và Android Headline, tạp chí The Verge mô tả Honor 20 Pro là thiết bị với cấu hình hàng đầu trong mức giá tầm trung.
Vào tháng 10 năm 2019, Honor 9X đã được phát hành, có hệ thống camera phía sau ba ống kính, với cảm biến chính 48MP - camera selfie  dạng pop-up cho trải nghiệm toàn màn hình không khuyết.
Vào tháng 12 năm 2019, Honor V30 đã được ra mắt, đây là chiếc flagship cuối cùng của năm 2019, hỗ trợ 5G.
Vào ngày 24 tháng 2 năm 2020, HONOR ra mắt View 30 Pro và 9X Pro trên toàn cầu. HONOR View 30 Pro là tên quốc tế của Honor V30 Pro được ra mắt tại Trung Quốc vào năm ngoái. HONOR 9X Pro có màn hình 6,59 inch, bộ xử lý Kirin 810, RAM 6 GB, dung lượng lưu trữ 256 GB và pin 4.000mAh. Thiết bị có ba camera phía sau: 48MP, góc rộng 8MP và cảm biến độ sâu 2MP. Camera trước 16MP được đặt trong cơ chế bật lên, tạo ra các viền rất mỏng và màn hình tràn viền không khuyết cho điện thoại.
Đầu năm 2020, do ảnh hưởng cấm vận công nghệ từ chính phủ Mỹ, Huawei không được phép sử dụng Android và các dịch vụ Google trên điện thoại thông minh, cũng như khó cạnh tranh với các thương hiệu khác như Realme, Redmi, Xiaomi cũng như Samsung, Oppo và Vivo, Honor chính thức tuyên bố rút khỏi thị trường Việt Nam.
7/2023, Honor chính thức quay lại thị trường Việt Nam với chiếc điện thoại đánh dấu cho sự quay trở lại là chiếc Honor X8A với mức giá từ 5 triệu đồng.

## Sản phẩm
| Dòng sản phẩm | Điện thoại di động | Máy tính bảng | Laptop                 | Thiết bị đeo thông minh | SmartTV      |
| ------------- | --- | --- | ---------------------- | --- | ------------ |
| Tên thiết bị  | Dòng Honor series - Honor (Huawei U8860) (2011) - Honor 2 (Huawei U9508) (2012) - Honor 3 (Honor 3 Outdoor) (2013) - Honor 6 (2014) - Honor 6 Plus (2014) - Honor 7 (2015) - Honor 8 (2016) - Honor 8 Pro (2017) - Honor 9 (2017) - Honor 9N (2018) - Honor 10 (2018) - Honor 10 GT (2018) - Honor 20 (2019) - Honor 20 Pro (2019) - Honor 30 (2020) - Honor 30 Pro (2020) - Honor 30 Pro + (2020) - Honor 50 (2021) - Honor 50 SE (2021) - Honor 50 Pro (2021) - Honor 60 (12/2021) - Honor 60 Pro (12/2021) - Honor 70 (2022) - Honor 70 Pro (2022) - Honor 70 Pro + (2022) - Honor 70 Lite (2022) - Honor 80 (12/2022) - Honor 80 Pro (12/2022) - Honor 80 SE (12/2022) - Honor 90 (2023) - Honor 90 Lite (2023) | Dòng X series - Honor X1, hay máy tính bảng MediaPad X1 (2014) - Honor X2, hay máy tính bảng MediaPad X2 (2015) - Honor 3X (2013) - Honor 4X (2015) - Honor 5X (2015) - Honor 6X (2017) - Honor 7X (2017) - Honor 8X (2018) - Honor 9X (2019) - Honor 9X Pro (2019) - Honor X6A (2023) - Honor X7A (2023) - Honor X8A (2023) - Honor X9A (2023) | Honor MagicBook (2018) | - Honor Band A2 (2018) - Honor Band Z1 (2015) - Honor Band 3 (2017) - Honor Band 4 (2018) - Honor Band 4 Running Edition (2018) - Honor Watch Magic (2018) - Honor Band 5 (2019) - Honor Watch Magic 2 (2019) | Honor Vision |
|               | Dòng Magic series - Magic (2016) - Magic 2 (2018) | |                        | |              |
|               | Dòng C series - Honor 3C (2013) - Honor 4C (2015) - Honor 5C (2016) - Honor 6C (2017) - Honor 6C Pro (2017) - Honor 7C (2018) - Honor 8C (2018) | |                        | |              |
|               | Dòng V series - Honor View 8 (2016) - Honor View 9 (2017) - Honor View 10 (2018) - Honor View 20 (2019) - Honor View 30 (December 2019) - Honor View 30 Pro (December 2019) | |                        | |              |
|               | Dòng I series - Honor 7i (2015) - Honor 9i (2017) - Honor 10i (2019) | |                        | |              |
|               | Dòng A series - Honor 4A (2015) - Honor 5A (2016) - Honor 6A (2017) - Honor 7A (2018) - Honor 8A (2019) | |                        | |              |
|               | Dòng S series - Honor 7S (2018) - Honor 8S (2019) | |                        | |              |
|               | Dòng Lite series - Honor 8 Lite (2017) - Honor 9 Lite (2018 in India) - Honor 10 Lite (2019) - Honor 20 Lite (2019) | |                        | |              |
|               | Dòng Play series - Honor 4 Play (2014) - Honor Play (2018) - Honor Play 40 Plus 5G (2022) - Honor Play 40 5G (2023) - Honor Play 40C (2023) - Honor Play 40S (2023) | |                        | |              |
|               | Dòng Note Series - Honor Note 8 (2016) - Honor Note 10 (2018) | |                        | |              |
|               | Holly series - Honor Holly (2014) - Honor Holly 2 (2015) - Honor Holly 2 Pro (2015) - Honor Holly 3 (2016) | |                        | |              |